# Meslay (Loir-et-Cher)
Meslay – miejscowość i gmina we Francji, w Regionie Centralnym, w departamencie Loir-et-Cher.
Według danych na rok 1990 gminę zamieszkiwało 329 osób, a gęstość zaludnienia wynosiła 46 osób/km² (wśród 1842 gmin Centre, Meslay plasuje się na 817. miejscu pod względem liczby ludności, natomiast pod względem powierzchni na miejscu 1280.).